# У бирманский

У короткая.

У, Экья у (короткая) (ဥ) — 36-я буква бирманского алфавита. Употребляется при написании гласного в начале слога. Графически является зеркальным омоглифом бирманской буквы тхавунбэ , а также перпендикулярным омоглифом буквы вакарам алфавита малаялам , а в качестве огласовки принимает форму подстрочного диакритического знака тачхауннгин .
Слова, начинающиеся на букву У, занимают приблизительно 0,3 % объёма бирманского словаря. В словаре Г. Ф. Мининой таких слов около ста.

У долгая

Удаун -   - павлин
У —  - яйцо

## У долгая
У (долгая) — 37-я бирманская буква, 6-я буква пали. Графически это буква У с диакритиком лонджетинсанка. Внутри слога долгий звук У обозначается диакритиком хначхауннгин — .
В бирманском словаре Г. Ф. Мининой насчитывается 60 слов, начинающихся на долгую У.